# Spa (Liège)
Spa é uma cidade e um município da Bélgica localizado no distrito de Verviers, província de Liège, região da Valônia. Está situada a cerca de 35 km a sudeste da cidade de Liège e a 45 km a sudoeste da cidade alemã de Aachen.
A cidade é famosa pelas suas termas desde os tempos da Roma Antiga, quando era chamada Aquae Spadanae, denominação possivelmente relacionada com spargere (em latim, 'lançar aqui e ali, espalhar' (gotículas). A afirmação de que a palavra "spa" seja um acrônimo da expressão latina salus per aquam ou "sanitas per aquam" ("saúde pela água") parece carecer de fundamento. 
Já na Idade Média, as  águas de Spa eram procuradas desde o século XIV, quando ganharam fama por suas propriedades medicinais, e a fonte era referida como Espa ("fonte", em valão)   Na Primeira Guerra Mundial, o exército alemão lá estabeleceu o seu quartel-general.
Outro ponto de atracção da cidade é o circuito automobilístico de Spa-Francorchamps, onde se disputa o Grande Prêmio da Bélgica de Fórmula 1.